# Větrný Jeníkov
Větrný Jeníkov (en allemand : Windig Jenikau) est un bourg (městys) du district de Jihlava, dans la région de Vysočina, en Tchéquie. Sa population s'élevait à 628 habitants en 2024.

## Géographie
Větrný Jeníkov se trouve à 12 km au sud-est de Humpolec, à 12 km au nord-ouest de Jihlava et à 101 km au sud-est de Prague.
La commune est limitée par Herálec au nord-est, par Slavníč au nord, par Skorkov, Zbinohy et Smrčná à l'est, par Bílý Kámen et Vyskytná nad Jihlavou au sud, et par Šimanov et Kalhov à l'ouest.

## Histoire
La première mention écrite de la localité date de 1226. La commune a le statut de městys depuis le 23 janvier 2009.

## Administration
La commune se compose de deux sections :
- Větrný Jeníkov
- Velešov